# Ceromya pendleburyi
Ceromya pendleburyi là một loài ruồi trong họ Tachinidae.